# Cité de Sunderland

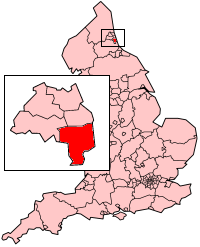
Localisation de la Cité de Sunderland en Angleterre.

La Cité de Sunderland (en anglais : City of Sunderland) est un district du Tyne and Wear, en Angleterre. Elle a le statut de district métropolitain et de cité (city). Elle porte le nom de sa principale ville, Sunderland, et couvre un territoire comprenant les villes de Hetton-le-Hole, Houghton-le-Spring, Washington, ainsi que des villages suburbains.
Le district a été créé en 1974 sous le nom de District métropolitain de Sunderland (Metropolitan Borough of Sunderland) par le Local Government Act 1972. Il est issu de la fusion de quatre anciens districts du comté de Durham. Il a reçu le statut de cité en 1992, à l'occasion du 40e anniversaire de l'accession au trône de la reine Élisabeth II.
Au recensement de 2001, la cité de Sunderland comptait 280 807 habitants, dont une majorité réside à Sunderland.

## Source
- (en) Cet article est partiellement ou en totalité issu de l’article de Wikipédia en anglais intitulé « City of Sunderland » (voir la liste des auteurs).